# Wpław przez Kiekrz

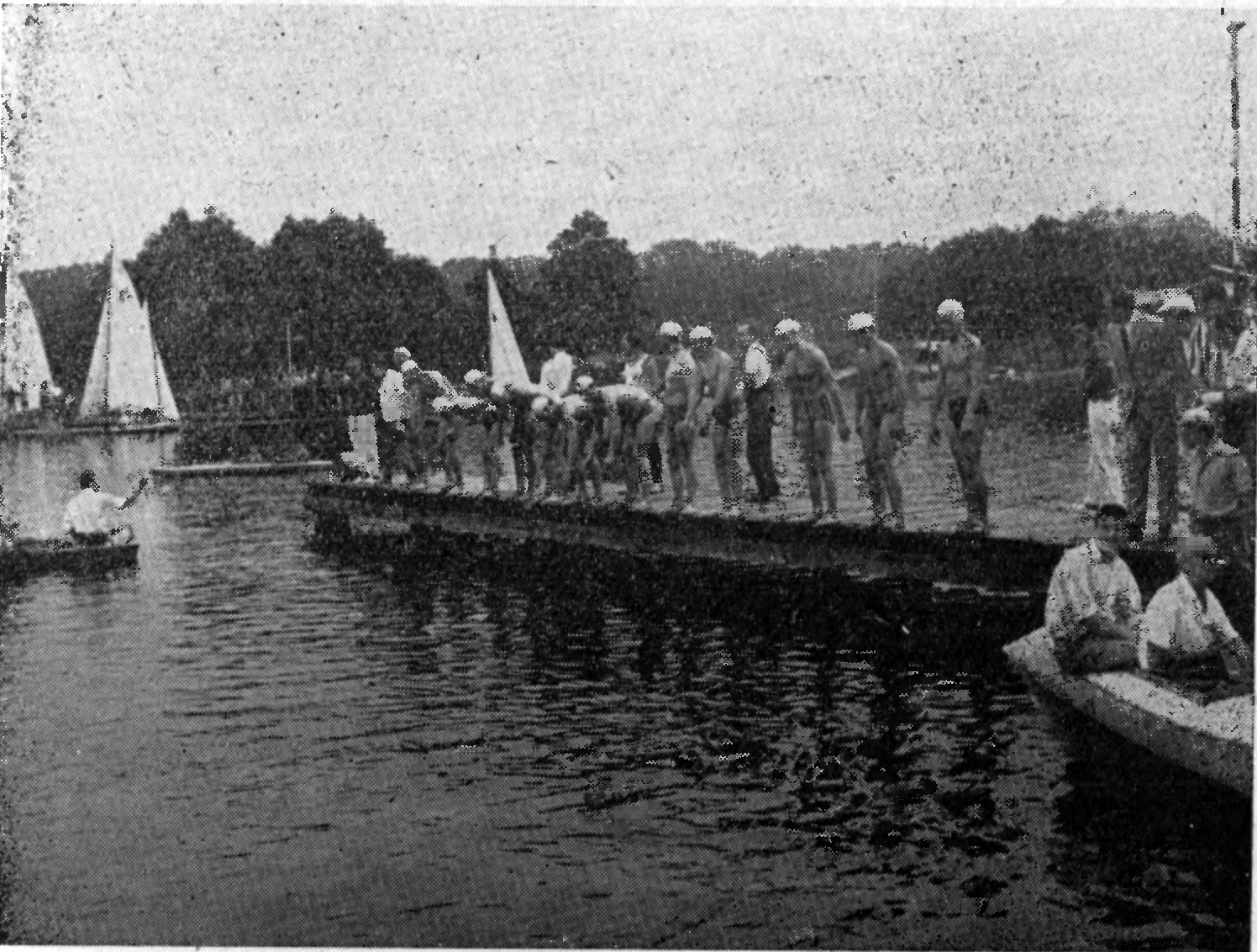
Zawodnicy na starcie pierwszych zawodów (19 lipca 1967)

Wpław przez Kiekrz (dokładnie: Międzynarodowy Maraton Pływacki "Wpław przez Kiekrz" im. Stanisława Garczarczyka) – międzynarodowe zawody pływackie, organizowane od 1967 w Poznaniu, na Jeziorze Kierskim. 
Wyścig główny odbywa się na dystansie 7000 m. Od 2007 wchodzi w cykl Grand Prix Wielkopolski w pływaniu długodystansowym. Imprezie towarzyszą różnego rodzaju zawody dodatkowe, np. Mistrzostwa Polski Dziennikarzy w Pływaniu, czy Międzynarodowe Mistrzostwa Policjantów w Pływaniu Długodystansowym. Oprócz tego organizowane są krótsze dystanse dla dzieci, czy też wyścig masowy.
Inicjatorem organizacji maratonu był dziennikarz sportowy Gazety Poznańskiej, Stanisław Garczarczyk, zmarły w 2008. 

## Zwycięzcy

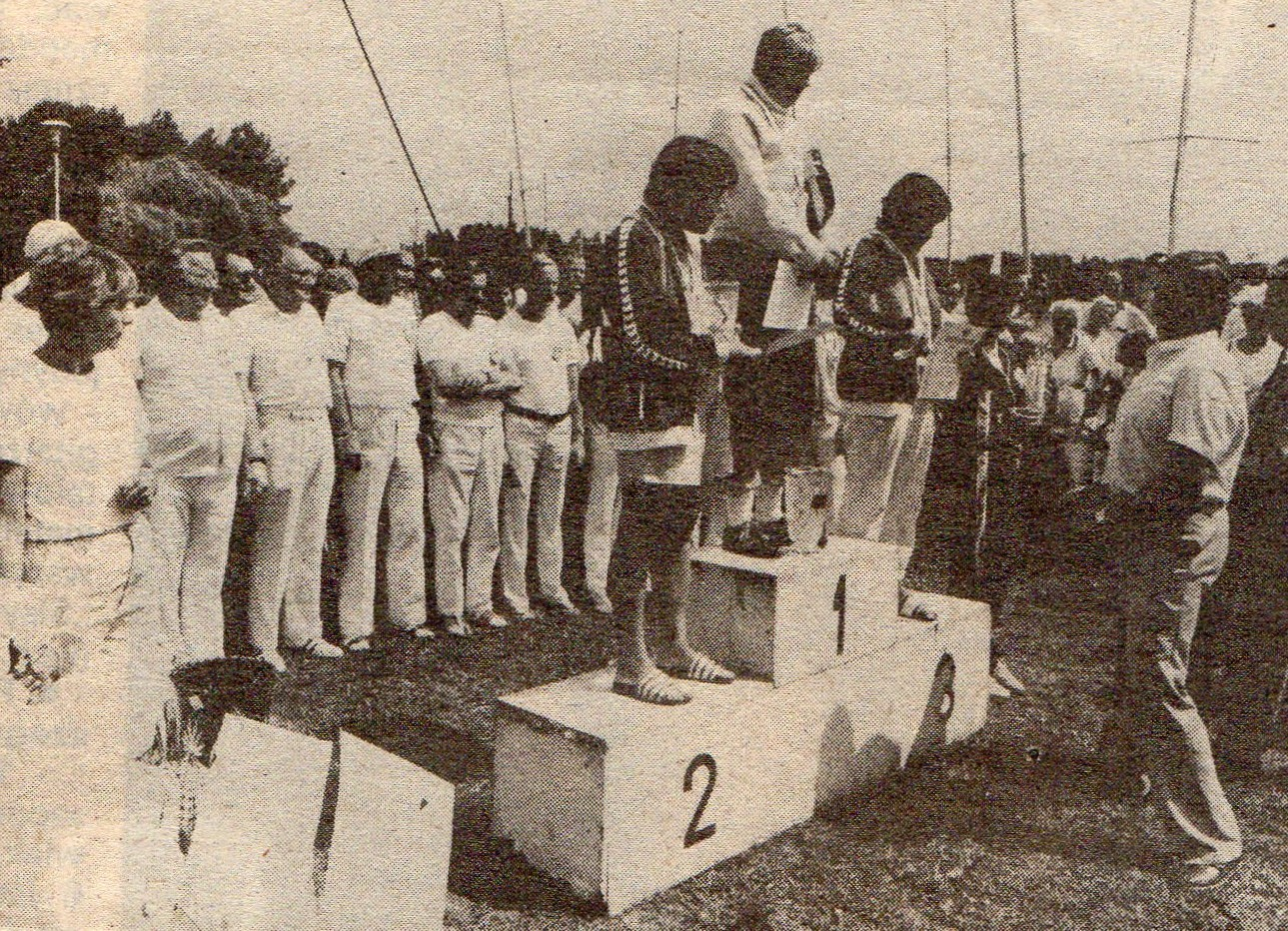
Podium w 1985

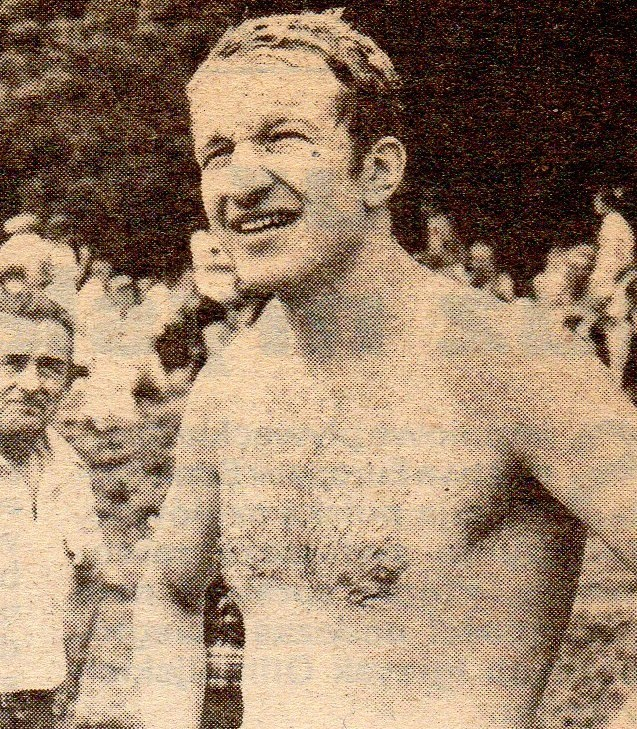
Michał Sanda - zwycięzca jednej z edycji w latach 80. XX w.

Lista niepełna.
| Edycja | Data                  | Zwycięzca                                   | Dystans | Czas                 |
| ------ | --------------------- | ------------------------------------------- | ------- | -------------------- |
|        | 14 lipca 1974(dts)    | Jan Visser (Holandia)                       |         | [ 2 ]                |
|        | 16 lipca 1976(dts)    | Bogusław Lizak (Szczecin)                   | 10 km   | 1:49:12,5            |
|        | 16 lipca 1978(dts)    | Bogusław Lizak (Szczecin)                   | 10 km   | [ 4 ]                |
|        | 15 lipca 1979(dts)    | Stefan Skrzypek (Legia Warszawa)            | 10 km   | [ 5 ]                |
|        | 12 lipca 1981(dts)    | Irena Holeniewska                           |         | 1:52:50              |
|        | 18 lipca 1982(dts)    | Piotr Gaik                                  | 10 km   | 1:36:49              |
|        | 15 lipca 1984(dts)    | Janusz Garczyński (Poznań)                  |         | 1:46:41              |
|        | 15 lipca 1984(dts)    | Dariusz Tasarek (Warta Poznań)              | 10 km   |                      |
| XVIII  | 15 lipca 1985(dts)    | Zbigniew Wróbel (KKS Lech)                  | 10 km   | 1:41:05              |
| XIX    | 15 lipca 1986(dts)    | Dariusz Tasarek (GKS Olimpia)               | 10 km   | 1:29:45              |
| XX     | 16 sierpnia 1987(dts) | Dariusz Tasarek (GKS Olimpia)               | 10 km   | [ 10 ]               |
| XXI    | 14 sierpnia 1988(dts) | Przemysław Abramowicz (GKS Olimpia)         |         | [ 11 ]               |
| XLII   | 11 lipca 2009         | Mateusz Mosiężny(Hajduk Gorzów Wlkp)        | 7 km    |                      |
| XLIII  | 10 lipca 2010(dts)    | Mateusz Mosiężny (Hajduk Gorzów Wikp)       | 7 km    | 1:32:30              |
| XLIV   | 9 lipca 2011(dts)     | Sylwester Borowicz-Skoneczny (AZS Olsztyn)  | 7 km    | [ 13 ]               |
| XLV    | 14 lipca 2012(dts)    | Izabella Grzegorczyk (Posnania)             | 7 km    | [ 14 ]               |
| XLVI   | 13 lipca 2013(dts)    | Jan Urbaniak (Warta Poznań)                 | 7 km    | [ 15 ]               |
| XLVII  | 12 lipca 2014(dts)    | Jan Urbaniak (Warta Poznań)                 | 7 km    | [ 16 ] [ 17 ] [ 18 ] |
| XLVIII | 11 lipca 2015         | Jan Urbaniak (Warta Poznań)                 | 7,5 km  |                      |
| XLIX   | 9 lipca 2016          | Arkadiusz Osses (Warta Poznań)              | 7,5 km  |                      |
| L      | 8 lipca 2017          | Jan Urbaniak (Warta Poznań)                 | 7,5 km  |                      |
| LI     | 7 lipca 2018          | Jan Urbaniak (Warta Poznań)                 | 7,5 km  |                      |
| LII    | 6 lipca 2019          | Jan Urbaniak (MUKP Warszawianka)            | 10km    | 1:58:31,00           |
| LIII   | 11 lipca 2020         | Michał Chmielewski (IUKS Muszelka Warszawa) | 10km    | 02:02:13,65          |
| LIV    | 10 lipca 2021         | Jakub Muszyński (MKS Astoria Bydgoszcz)     | 10km    | 2:25:30,00           |
| LV     | 6 sierpnia 2022       | Kacper Wielgus (KS Posnania Poznań)         | 10km    | 2:27:54,50           |
| LVI    | 6 sierpnia 2023       | Jakub Muszyński (MKS Astoria Bydgoszcz)     | 10km    | 2:12:50,00           |
| LVI    | 10 sierpnia 2024      | Albert Warzocha (KS Warta Poznań)           | 10km    | 2:04:00,00           |